# Montgomery (Virginia Occidental)
Montgomery es una ciudad ubicada en el condado de Fayette en el estado estadounidense de Virginia Occidental. En el Censo de 2010 tenía una población de 1638 habitantes y una densidad poblacional de 398,51 personas por km².

## Geografía
Montgomery se encuentra ubicada en las coordenadas 38°10′25″N 81°19′12″O / 38.17361, -81.32000. Según la Oficina del Censo de los Estados Unidos, Montgomery tiene una superficie total de 4.11 km², de la cual 4.06 km² corresponden a tierra firme y (1.2%) 0.05 km² es agua.

## Demografía
Según el censo de 2010, había 1638 personas residiendo en Montgomery. La densidad de población era de 398,51 hab./km². De los 1638 habitantes, Montgomery estaba compuesto por el 78.27% blancos, el 17.4% eran afroamericanos, el 0% eran amerindios, el 0.55% eran asiáticos, el 0.12% eran isleños del Pacífico, el 0.85% eran de otras razas y el 2.81% pertenecían a dos o más razas. Del total de la población el 1.77% eran hispanos o latinos de cualquier raza.